# Дерев'янко Олександр Анатолійович
Олександр Анатолійович Дерев'янко (1997—2022) — старший солдат Національної гвардії України, учасник російсько-української війни, який загинув під час російського вторгнення в Україну.

## Життєпис
Народився 23 листопада 1997 року в м. Сміла на Черкащині, де провів своє дитинство до 10 років. До четвертого класу навчався у смілянській школі № 12. Наступні роки жив у с. Вознесенське Золотоніського району Черкаської області, де закічив дев'ятирічну школу. З 2013 по 2017 рік навчався в Черкаському комерційному технікумі за спеціальністю «виробництво харчової продукції». Згодом мешкав у Києві. Навчався на заочному відділенні в Черкаськії філії Європейського університету, у 2020 році здобував ступінь бакалавра за спеціальністю «менеджмент».
Займався ММА, боксом та самбо; брав участь у змаганнях. Футбольний вболівальник, член фанатських колективів футбольних клубів «Дніпро» (Черкаси) та «Динамо» (Київ).
Був членом черкаського осередку «Національного корпусу». У 2019 вступив до лав «Національних дружин», де служив рік. У вересні 2020 року став бійцем полку «Азов». Служив в роті піхоти, був навідником бронемашини «Спартан».
Початок повномасштабної війни 2022 року зустрів у Маріуполі, де на той момент жив вже два роки. Служив старшим кулеметником 1 батальйону 3 роти 3 взводу окремого загону спеціального призначення «Азов». 3 квітня 2022 року у складі екіпажу бронемашини виїхав з території «Азовсталі» на позиції, на яких ворог вже оточив побратимів. Оцінивши обстановку, екіпаж вирішив спрямувати бронемашину в бік ворога, відвертаючи увагу на себе та відкриваючи шлях для виходу з оточення побратимів. Машина потрапила під вогньове ураження ворога, Олександр загинув на місці бою. Його тіло побратими забрали на «Азовсталь».
Похований у м. Черкаси на Алеї Героїв 14 січня 2023 року.

## Нагороди
- орден «За мужність» III ступеня (17.04.2022) (посмертно) — за особисту мужність і самовіддані дії, виявлені у захисті державного суверенітету та територіальної цілісності України, вірність військовій присязі.[4]